# Effingham, Kansas
Effingham är en ort i Atchison County i Kansas. Vid 2010 års folkräkning hade Effingham 546 invånare.